# Wコンフォートタワーズ
Wコンフォートタワーズ（ダブルコンフォートタワーズ、W Comfort Towers）は、東京都江東区東雲にある、大規模マンション（超高層マンション）である。2棟の超高層タワーで構成される。

## 概要
三菱製鋼工場跡地の大規模再開発エリア「東雲キャナルコート」における分譲マンションとして、三菱地所・三菱商事・菱進都市開発（三菱UFJ信託銀行系の不動産会社）の3社共同によって開発・分譲された。西側にはパークタワー東雲（2014年1月竣工 地上43階建 585戸）が隣接している。
分譲販売時のキャッチコピーは、「銀座に8分、お台場に4分。三菱グループが手掛けた日本最大級の超高層タワーマンション　Wコンフォートタワーズ」だった。銀座とお台場2つの街へのアクセスに優れ、都市とリゾート、2つの快適（Comfort）を兼ね備えた立地特性を意匠計画に反映させ、「City&Resort」をコンセプトとして快適な住空間の創造を目指した。
約2万㎡の敷地に地下2階、地上54階の建てのEAST、地下2階、地上45階建てのWESTの2つの棟が建つ。EASTをリゾートテイスト、WESTをシティテイストとするコモンスペースを配し、エントランスホールや最上階展望ラウンジ等の共用施設はホテル設計を数多く手掛ける観光企画設計社がデザインを担当した。ランドスケープは、人工地盤による敷地内高低差を利用し、直線的なライン構成の「シティガーデン」と曲線美を利用した「リゾートヒルズ」の2段構成とし、水と緑の外部空間を演出した。住戸内インテリアについても、シティ（活動的）とリゾート（くつろぎ）をテーマにした計6テイストを用意した。

### 分譲
2002年2月から4回に分け分譲され、申込倍率は最高で98倍、平均8.75倍ですべて即日完売した。最多価格帯が3500万円（81㎡）台と中堅サラリーマンにも手の届く設定だった。三菱地所の担当者は「建設地がグループ企業の三菱製鋼の工場跡地だったことと、1000戸を超える大規模分譲で建築コストが抑えられた」と『毎日新聞』の取材に説明している。

### 工法
戸田建設の技術・特許による四つの工法を組み合わせた「Super HRCシステム」で耐震性・耐久性を高めるなど安全性にも配慮した。

## 交通
- 辰巳駅（東京メトロ有楽町線）より徒歩6分、東雲駅（りんかい線）より徒歩8分